# Симеон (єпископ Ростовський)
Єпископ Симеон († 1314, Суздаль) — єпископ Володимирський, Суздальський та Нижньогородський (1295—1299), Ростовський і Ярославський (1299—1311).

## Біографія
Хіротонія на Володимирську кафедру з 1295 (за іншими джерелами — 1297) від митрополита Київського та всієї Русі Максима. З Ізмаїлом, єпископом Сарайським, у 1296 на з'їзді князів у місті Владимирі, «змирив та привів їх в любов». Нелюбіє, як зазнчаено в Новгородському IV літописі, настільки було велике, що «за малим Бог забрав від кровопролиття, і раз'єхашася кождо во своясі».
18 квітня 1299 митрополит Максим, «не стерпівши насильства татарського, остави митрополію, іже в Києві, і беже з нього» у Володимир з усім своїм кліром, а Симеону дав Ростовську кафедру, яка тоді була праздною за залишенням її єпископом Тарасієм. Через рік по переміщенні в Ростов єпископ Симеон супроводжував митрополита Максима в Великий Новгород, де ними і хіротонізований тамтешній архієпископ Феоктист 29 червня 1300.
Залишив єпархію у 1311, а помер у 1314 в Суздалі.